# Dorussiadat
Il Dor Us-Siyodat è un complesso religioso situato a Shahrisabz in Uzbekistan.

## Il complesso monumentale
Il Dor Us-Siyodat è un mausoleo diruto di 3500 m² il cui nome significa "seggio del potere e della forza". Nel complesso vi è la moschea Hazrat-i Imam mentre a poca distanza si trova la tomba di Jehangir, un edificio diroccato che ospita le spoglie del figlio maggiore di Tamerlano, morto a 22 anni. Gli altri figli sono seppelliti nel mausoleo di Samarcanda.
Nello stesso complesso si trova anche la cripta di Tamerlano in cui vi è un sarcofago con iscrizioni che avrebbe dovuto contenere le spoglie di Tamerlano, che in realtà si trovano a Samarcanda.

## Galleria d'immagini

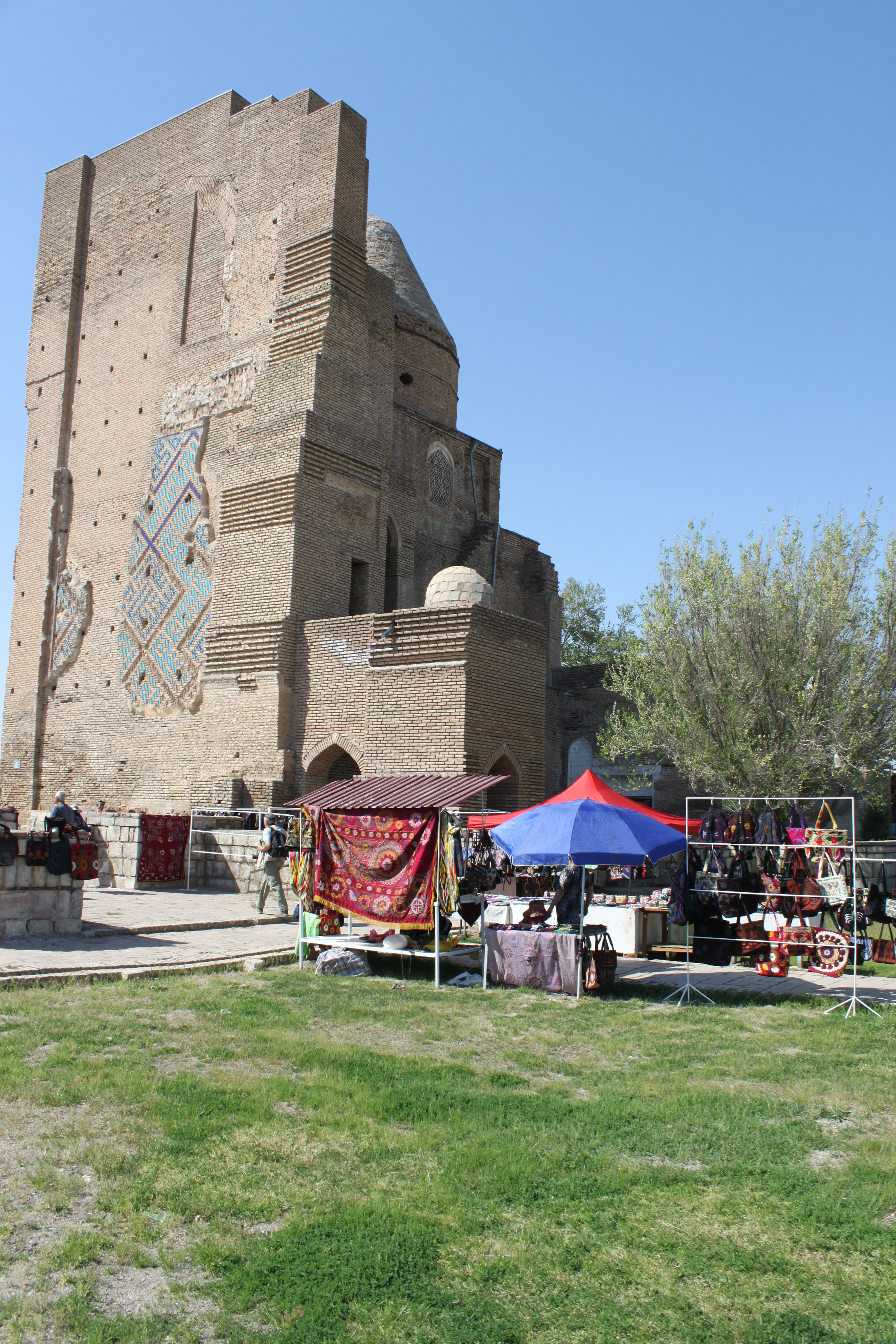
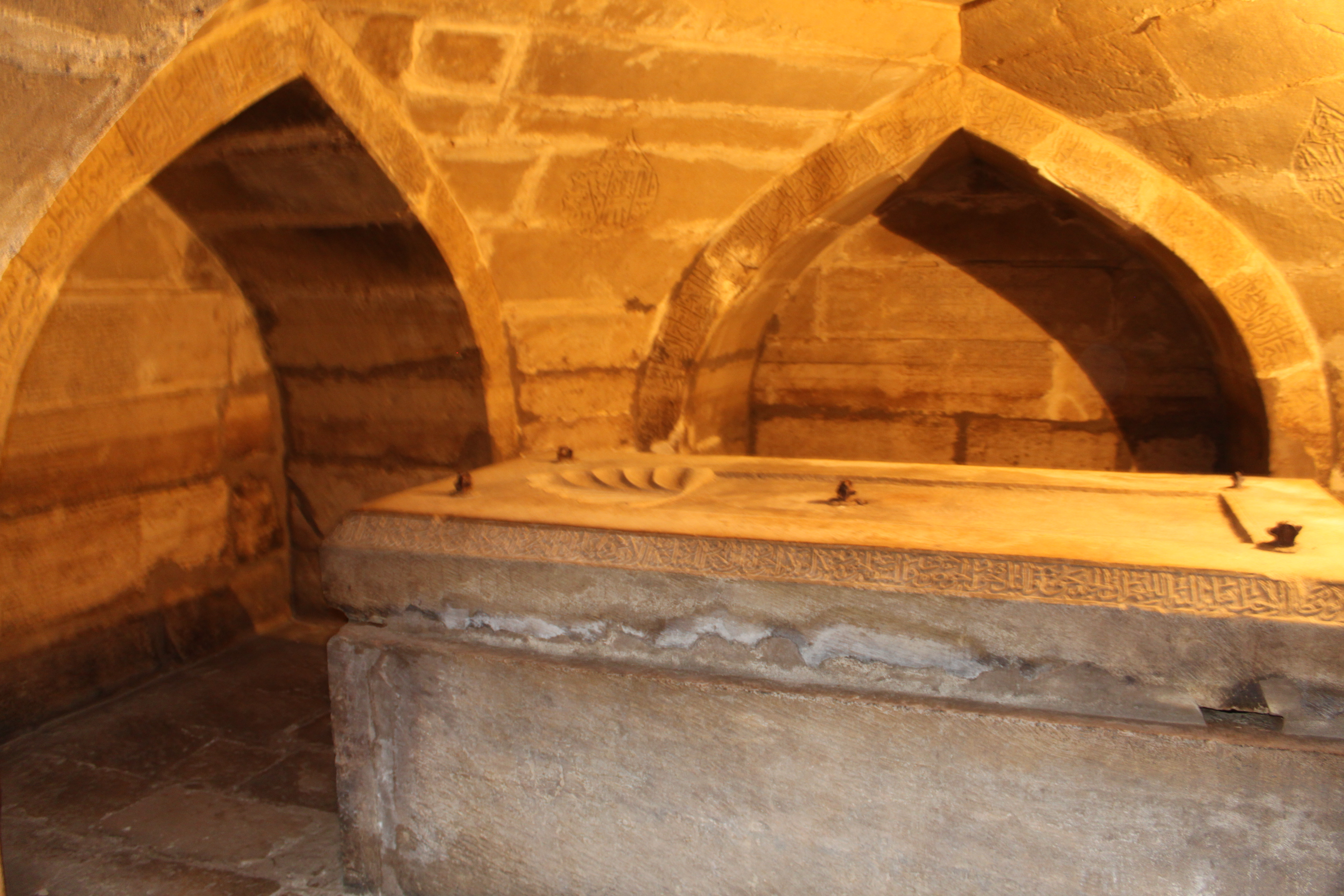
Cripta di Tamerlano
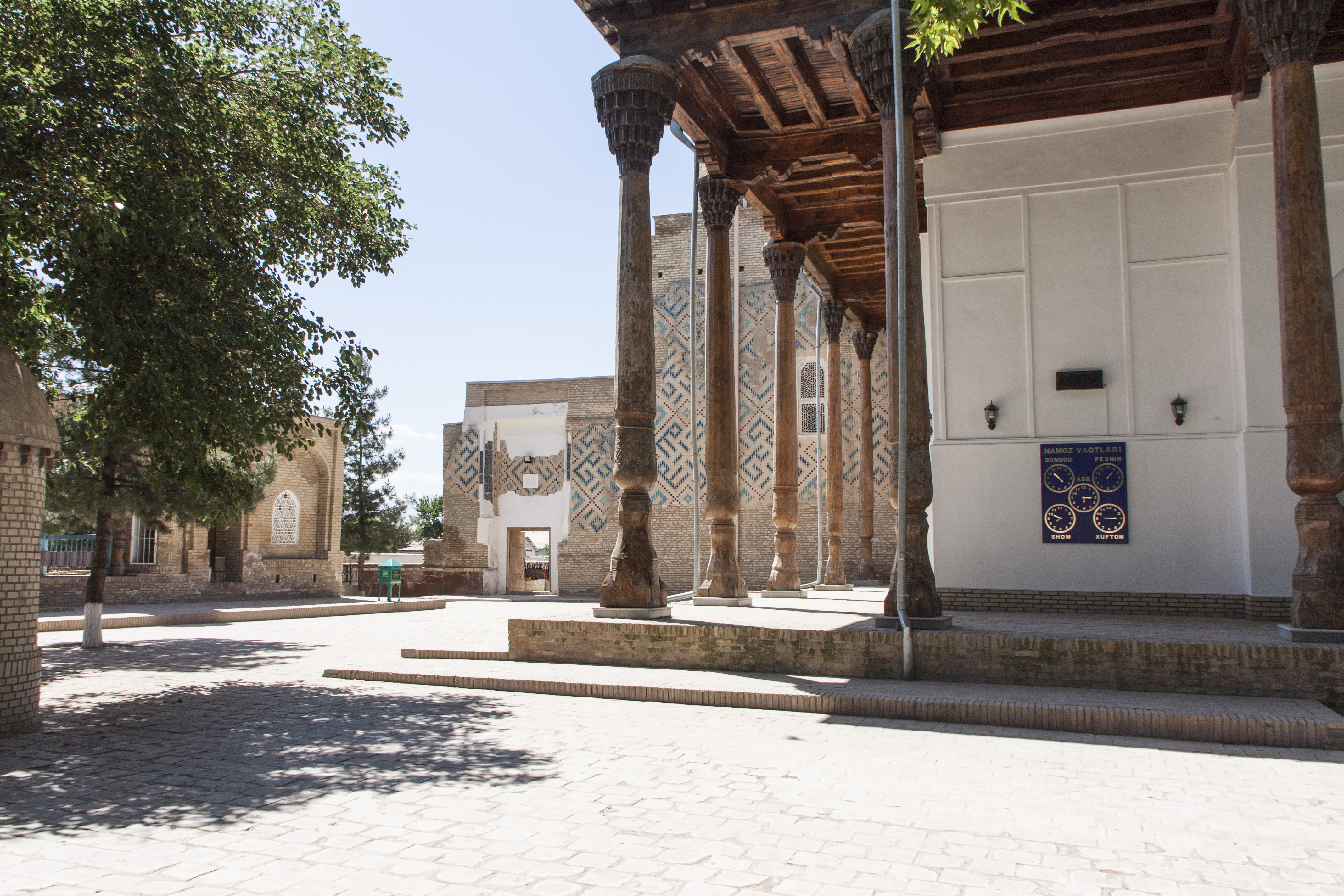
La moschea Hazrat-i Imam